# Gabby Barrett
Gabby Barrett (Munhall, Pensilvania; 5 de marzo de 2000) es una cantante de country estadounidense. Terminó tercera en la 16a temporada de American Idol en ABC. Su primer sencillo «I Hope» fue el primer debut en el Top 10 de Hot Country Songs de una mujer no acompañada desde octubre de 2017.

## Biografía
Barrett es una de los ocho hijos nacidos de Blaise y Pam Barrett. Asistió a la Serra Catholic High School en McKeesport, Pensilvania, pero fue transferida a la Pennsylvania Cyber Charter School.
Comenzó a cantar a los 9 y a hacer shows a los 11. En 2014, ganó el Kean Quest Talent Search. A los 14 años, su padre la animó a cantar en un coro, lo que la llevó a unirse al Ministerio Cristiano Cordero de Dios en Homestead, Pensilvania.

### American Idol
Barrett audicionó para la 16atemporada de American Idol en Nashville, Tennessee. Emergió como favorita en la competencia después de su audición y posteriores actuaciones en la semana de Hollywood.

### Carrera
Después de que Barrett apareciera en American Idol, colaboró con el compositor y productor Allen Foster para escribir tres canciones en su extended play The Fireflies: «Fireflies», «Your Name On It» y «Missin Love».
Barrett ha sido apertura para Toby Keith en Ohio, así como para Keith Urban y Cole Swindell. También apareció en un juego de los Pittsburgh Pirates y cantó el himno nacional para los Pittsburgh Steelers.
En 2019, Barrett lanzó una canción titulada «I Hope», que fue coescrita por Jon Nite y Zachary Kale y coproducida por Zachary Kale y Ross Copperman. Interpretó la canción en una aparición en la temporada 17 de American Idol en mayo de 2019. Atrajo la atención de los sellos discográficos y, en junio de 2019, Barrett firmó con Warner Music Nashville. «I Hope» fue lanzada oficialmente como sencillo por el sello el 27 de junio de 2019. Este sencillo debut encabezó la lista de canciones de Streaming Country de Billboard, así como la lista de Country Airplay en abril de 2020.
Luego se anunció que el sencillo había llegado a la cima de las listas de Billboard Hot Courty el 21 de julio de 2020 a través de Billboard.com, derribando al sencillo «The Bones» de Marren Morris del primer lugar después de haber pasado 19 semanas en su lugar.
Su álbum debut, Goldmine, fue lanzado el 19 de junio de 2020. El álbum obtuvo 15.98 millones de transmisiones en su semana de apertura, rompiendo el récord de la semana de transmisión más grande de la historia para un álbum debut de una mujer.

## Vida personal
Barrett se casó con el concursante de Idol, Cade Foehner, el 5 de octubre de 2019. El 18 de enero de 2021 le dio la bienvenida a su primera hija, Baylah May. En mayo de 2022 anunció que iba a ser madre por segunda vez, de un niño. Su segundo hijo, Augustine Boone, nació el 27 de octubre de 2022. En agosto de 2023 anunciaron que iban a ser padres por tercera vez. El 17 de febrero de 2024 nació su hija Ivy Josephine.

## Discografía

### Álbumes
| Álbum    | Detalles                                                                                                   | Posiciones en listas | Posiciones en listas | Posiciones en listas |
| Álbum    | Detalles                                                                                                   | US                   | US Country           | CAN                  |
| -------- | --- | -------------------- | -------------------- | -------------------- |
| Goldmine | - Fecha de lanzamiento: 19 de junio de 2020 - Sello: Warner Music Nashville - Format: CD, descarga digital | 27                   | 4                    | 53                   |

### Sencillos
| Año                                     | Sencillo                          | Posiciones en listas | Posiciones en listas | Posiciones en listas | Posiciones en listas | Posiciones en listas | Ventas          | Certificaciones    | Álbum    |
| Año                                     | Sencillo                          | US                   | US Country Songs     | US Country Airplay   | CAN                  | CAN Country          | Ventas          | Certificaciones    | Álbum    |
| --------------------------------------- | --------------------------------- | -------------------- | -------------------- | -------------------- | -------------------- | -------------------- | --------------- | ------------------ | -------- |
| 2019                                    | «I Hope» (sola o ft Charlie Puth) | 16                   | 1                    | 1                    | 32                   | 2                    | - US: 2,000,000 | - RIAA: 2x Platino | Goldmine |
| 2020                                    | «The Good Ones»                   | —                    | 34                   | 50                   | —                    | —                    | - US: 19,000    |                    | Goldmine |
| "—" denota una grabación que no figuró. |                                   |                      |                      |                      |                      |                      |                 |                    |          |

### Sencillos promocionales
| Año  | Sencillo                    | Álbum    |
| ---- | --------------------------- | -------- |
| 2020 | «Hall of Fame»              | Goldmine |
| 2020 | «Got Me» (ft Shane & Shane) | Goldmine |
| 2020 | «Footprints on the Moon»    | Goldmine |

### Videos musicales
| Año  | Video         | Director            |
| ---- | ------------- | ------------------- |
| 2019 | I Hope        | Randee St. Nicholas |
| 2019 | The Good Ones | Roger Pistole       |